# Pod piracką flagą (powieść Michaela Crichtona)
Pod piracką flagą (ang. Pirate Latitudes) - przygodowa powieść przygodowa Michaela Crichtona z 2009 r. dotycząca z XVII-wiecznego piractwa morskiego na Karaibach.
Książka opisuje fikcyjnego korsarza, kapitana Charlesa Huntera, który zatrudniony zostaje przez gubernatora Jamajki, sir Jamesa Almonta, planującego napaść na hiszpański galeon.